# Fluviphylax palikur
 Fluviphylax palikur és una espècie de peix de la família dels pecílids i de l'ordre dels ciprinodontiformes.

## Morfologia
Els mascles poden assolir els 1,4 cm de longitud total i les femelles els 1,39.

## Distribució geogràfica
Es troba a Sud-amèrica: frontera entre Brasil i la Guaiana Francesa.